# 拉蒙·吉滕斯
拉蒙·吉滕斯（英語：Ramon Gittens，1987年7月20日—），巴巴多斯男子田径运动员，主攻短跑，2015年泛美运动会男子100米银牌得主、2016年世界室内田径锦标赛男子60米铜牌得主。